# 초계탕
초계탕은 찢은 닭살과 국물과 같이 여러 채소 야채 등과 곁들여 차게 먹는 한국 요리이다. 옛 궁중 요리이기도 하며, 조선민주주의인민공화국의 함경도와 평안도에서 즐겨 먹는다.

## 같이 보기
- 인조고기밥
- 두부밥
- 북한 요리